# Karel Rada
Karel Rada (* 2. März 1971 in Karlsbad) ist ein ehemaliger tschechischer Fußballspieler.

## Karriere
Radas Jugendvereine waren Sokol Stráž u Tachova, UD Tachov und Škoda Pilsen. Sein Erstligadebüt feierte er 1990/91 für Dukla Prag. Im Spieljahr 1992/93 avancierte der 187 cm große Verteidiger zum Stammspieler.
1994 wechselte Rada zu Sigma Olmütz, wo er drei Spielzeiten eine feste Größe in der Verteidigung war. 1996 nahm Rada an der Europameisterschaft in England teil, bei der die Tschechische Mannschaft Vizeeuropameister wurde.
Im Sommer 1997 verpflichtete ihn der türkische Erstligist Trabzonspor, den er Anfang 1999 wieder verließ. Rada unterschrieb bei Slavia Prag. 2000 gehörte er zum Kader für die Europameisterschaft in Belgien und Holland.
2001 ging er zu Eintracht Frankfurt, für das er in seiner ersten Saison 11 Spiele absolvierte. Im folgenden Jahr, in der 2. Bundesliga, kam Rada auf 27 Einsätze. Er bat im Sommer 2002 um Vertragsauflösung und ging zum FK Teplice. Nach 109 Spielen in vier Jahren wechselte Rada Ende Juli 2006 zum damaligen Zweitligisten Bohemians 1905 Prag, mit dem er den Aufstieg in die Gambrinus Liga schaffte.
Nach der Saison 2007/08, die mit dem Abstieg von Bohemians 1905 in die 2. Liga endete, beendete Rada seine Laufbahn.